# Coleophora zhusani
Coleophora zhusani é uma espécie de mariposa do gênero Coleophora pertencente à família Coleophoridae.